# World Register of Marine Species

Il WoRMS (World Register of Marine Species) è un progetto internazionale che ha come scopo principale quello di fornire una lista continuamente aggiornata, revisionata ed esaustiva dei nomi di tutti gli organismi marini viventi, includendo informazioni sulle sinonimie. Mentre viene data la maggior priorità al nome tassonomicamente valido e in uso presso la comunità scientifica, gli altri nomi in sinonimia o in disuso vengono inclusi in un elenco, così da poter usare questo registro come una guida per districarsi nella letteratura tassonomica.

## Nomenclatura
Il contenuto del WoRMS è controllato da esperti tassonomi, non attraverso database automatici. Il WoRMS ha un sistema di controllo editoriale dove ogni gruppo tassonomico viene affidato a un esperto di fama internazionale che ha autorità e grandi conoscenze in quel settore, e ha la responsabilità del controllo della qualità di quelle informazioni. Ognuno di questi editori tassonomici principali può invitare a sua volta a collaborare diversi specialisti di gruppi tassonomici più piccoli, presenti all'interno della sua area di responsabilità.

## Progetti di collaborazione
Il WoRMS collabora con alcuni altri progetti affini. WoRMS è stata fondata nel 2008. Viene finanziata principalmente attraverso l'Unione europea ed è ospitata dal Flanders Marine Institute in Belgio. WoRMS ha stabilito accordi formali con diversi altri progetti sulla biodiversità, tra cui la Encyclopedia of Life.

### Liste regionali di specie
- European Register of Marine Species (ERMS)
- Register of Antarctic Marine Species (RAMS)
- North Atlantic Register for Marine Species (NARMS)
- Taxonomic Information System for the Belgian Coastal Area (TISBE)
- Marine Species Database for Eastern Africa (MASDEA)

in costruzione:
- Canadian Register of Marine Species
- Arctic and Bipolar Register of Marine Species
- New Zealand Register of Marine Species

### Liste tematiche di specie
- IOC-UNESCO Taxonomic Reference List of Harmful Micro Algae (HAB)
- Unesco Register of Marine Organisms (URMO)
- North Sea Benthos Project (NSBP)
- North Sea Benthos Survey (NSBS)
- Macrobenthos of the Belgian Continental Shelf (MACROBEL)

in costruzione:
- Marine Invasive Species
- GENT Herbarium, phycology specimen collection
- ULB Herbarium, Mangrove specimen collection